# Biển Shantar
Biển Shantar (Tiếng Nga: Шантарское море) là một vùng biển nhỏ ven bờ ở tây bắc biển Okhotsk. Biển có biên giới về phía bắc là đảo Bolshoy Shantar, về phía đông là đảo Maly Shantar, và về phía nam là vịnh Tugur.

## Lịch sử
Các tàu săn cá heo Hoa Kỳ thường xuyên có mặt ở vùng biển để săn cá voi đầu cong vào giữa những năm 1853 và 1874. Các thuyền hai buồm (shooner) Nga từ vịnh Mamga cũng đi săn cá voi đầu cong trên biển từ năm 1865 đến 1871.